# Zügellahmheit
Zügellahmheit bedeutet im Reitsport eine Taktstörung infolge zu starker Einwirkung mit der Reiterhand, also zu starker Beizäumung. Die Pferde zeigen im freien Lauf und an der Longe keinerlei Lahmheiten und sind auch vielfach orthopädisch unauffällig.

## Ursachen
Hauptursache ist eine zu feste Reiterhand, die z. B. durch Festmachen in Schulter, Ellbogen und Handgelenk sowie durch fehlendes Mitschwingen mit den natürlichen Bewegungen des Pferdekopfes entsteht. Bei empfindlichen Laden – den zahnlosen Partien des Unterkiefers, auf denen das Gebiss, also die Trense oder Kandare, aufliegt – kann das Pferd versuchen sich der unflexiblen Reiterhand durch rhythmisches Hochziehen des Kopfes zu entziehen, wodurch es zu Taktstörungen kommt: Das räumliche und zeitliche Gleichmaß in den drei Grundgangarten ist nicht mehr gegeben. Auch Zahnspitzen, die so genannten Haken, führen bei harter Zügelhand zu solchem Verhalten. Außerdem können ein nicht passender Sattel oder ein falscher Sitz des Reiters den Bewegungsablauf der Hinterhand stören und zur Zügellahmheit führen. Überhaupt ist auf eine fehlerhafte Ausrüstung des Pferdes zu achten; aber außer falschen Größen und unsachgemäßer Verschnallung der Trensen und Kandaren kommt auch das Reiten auf ungeeigneten Böden als weitere Ursache der Zügellahmheit in Frage.

## Behandlung
Grundsätzlich können solche Taktfehler durch ein systematisches Arbeiten nach den Grundsätzen der Skala der Ausbildung vermieden oder auch korrigiert werden. Damit das Pferd wieder Vertrauen zur Reiterhand gewinnt, empfiehlt sich häufiges Reiten am langen Zügel.